# Gens Plàucia
La gens Plàucia (llatí: gens Plautia) va ser una gens romana plebea. El nom apareix també com a Ploci (llatí: Plotius). El primer membre de la família que va obtenir el consolat va ser Gai Plauci Procle el 358 aC, i en endavant diversos Plauci van exercir altres magistratures.
Sota l'Imperi apareixen amb els cognoms Decià, Hipseu, Procle, Silvà, Vennó i Venox. En les monedes només apareixen els cognoms Hipsca (Hypsacus) i Planc, aquest darrer derivat de Luci Plauci Planc, de la gens Munàcia, però adoptat pels Plauci, i que va conservar el seu cognom original.
A la següent llista apareixen els Plauci sense cognom (els que habitualment apareixen com a Ploci s'han classificat a aquest cognom):
- Aulus Plauci, amic de Ciceró
- Plauci Sacerdot, gramàtic llatí
- Luci Plauci Gal, retòric romà.
- Aulus Plauci, governador de Britànnia
- Quint Plauci, cònsol l'any 36
- Plauci Firm, amic de l'emperador Otó.
- Quint Fulvi Plauci, executat per orde de Caracal·la el 212
- Plauci, jurista romà
- Novi Plauci, artista romà
- Plauci Elià, pontífex romà
- Plauci Laterà, amant de Valèria Messalina
- Plauci Silvà, pretor l'any 24